# Günter Marquard
Günter Marquard (* 18. April 1924 in Berlin; † 17. April 2016) war ein deutscher Journalist.

## Werdegang
Marquard war ab 1946 Redakteur bei der Rheinischen Zeitung in Köln. 1947 wechselte er als Ressortleiter zum Berliner Stadtblatt und 1951 als Chef vom Dienst zum RIAS. 1955 wurde er Leiter der Nachrichtenabteilung des Senders Freies Berlin (SFB).
Zudem war er Landesvorsitzender der Gewerkschaft Kunst im DGB.

## Ehrungen
- 1968: Verdienstkreuz am Bande der Bundesrepublik Deutschland